# Kybos
Kybos är ett släkte av insekter som beskrevs av Franz Xaver Fieber 1866. Kybos ingår i familjen dvärgstritar.

## Bildgalleri

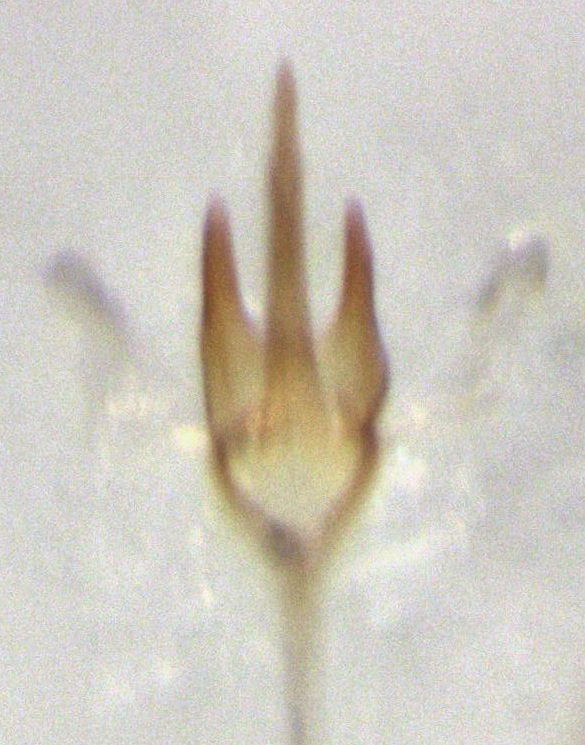
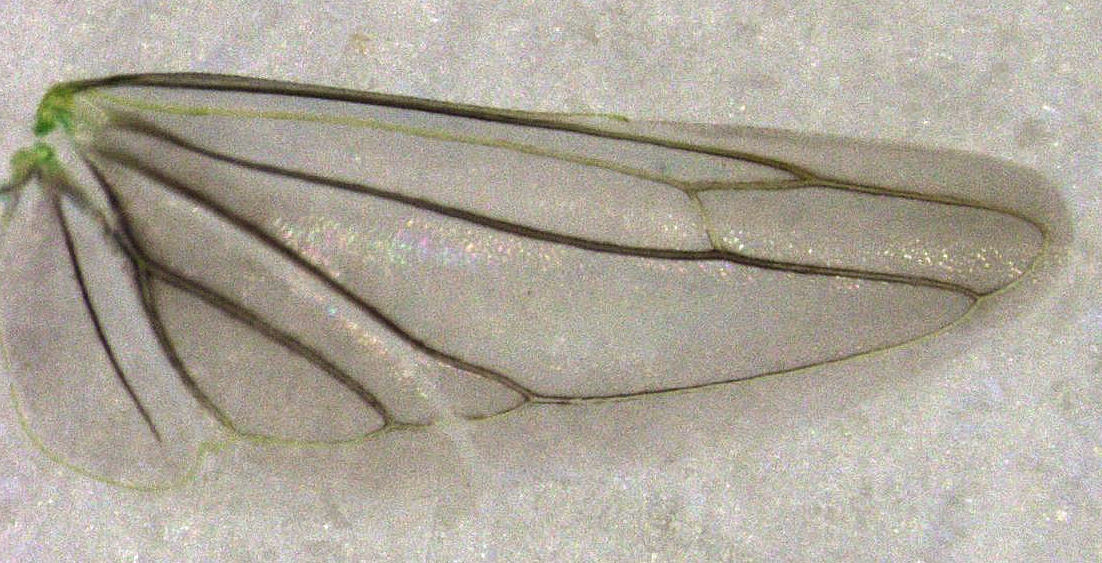
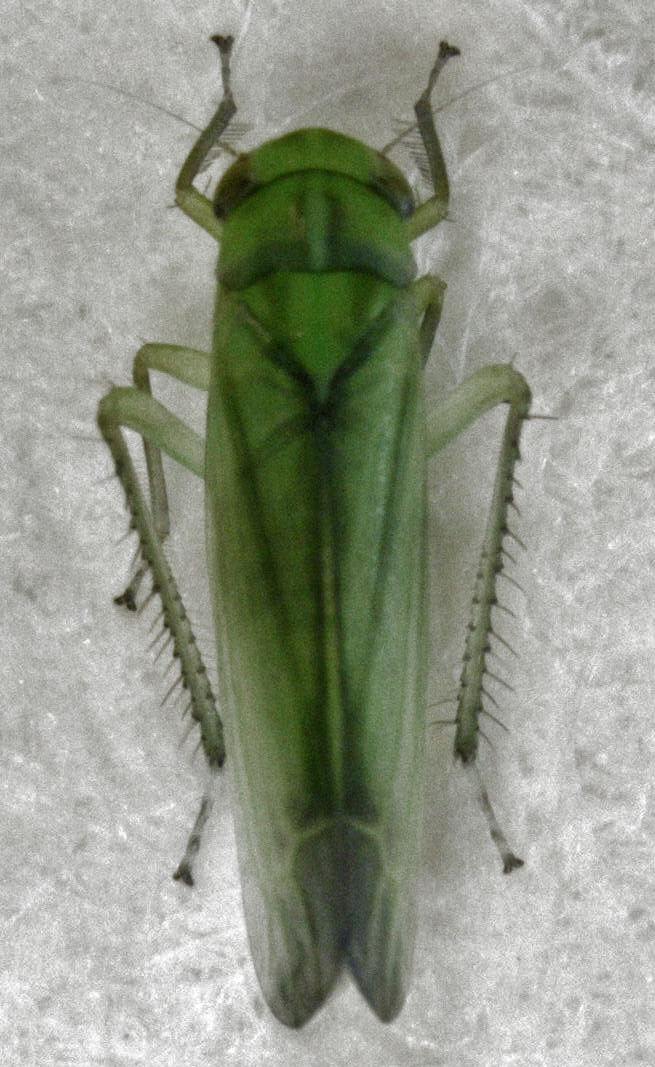
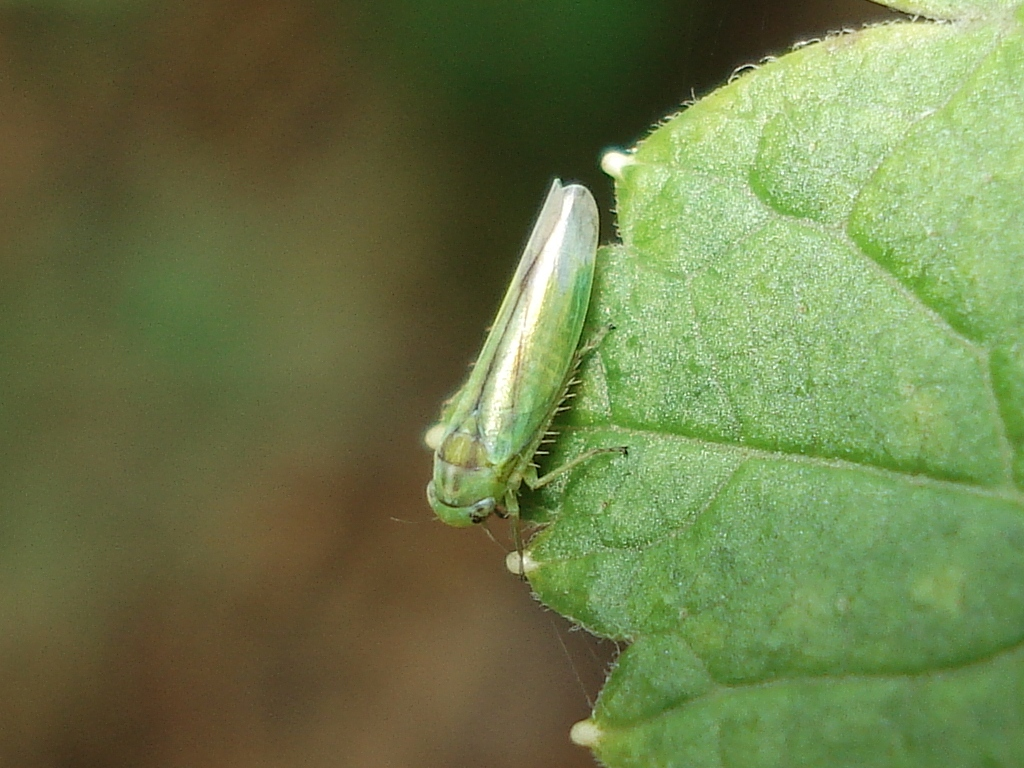
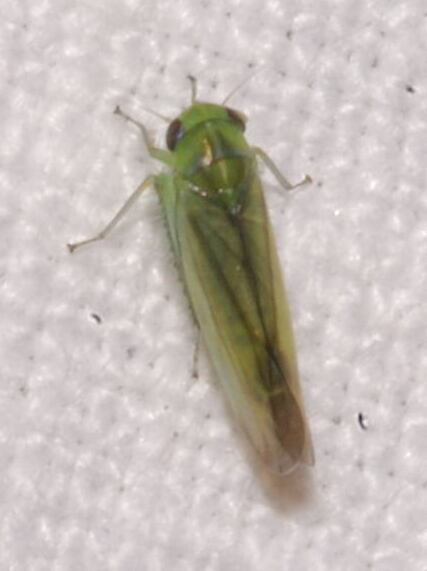

## Dottertaxa tillKybos, i alfabetisk ordning[1][2]
- Kybos abnormis
- Kybos abstrusus
- Kybos acodens
- Kybos adunca
- Kybos aetnicola
- Kybos alberta
- Kybos albilacustris
- Kybos albolinea
- Kybos andresia
- Kybos apata
- Kybos aureoviridis
- Kybos auricillatus
- Kybos austriacus
- Kybos betulicola
- Kybos butleri
- Kybos caesarsi
- Kybos calyculus
- Kybos candelabricus
- Kybos carsona
- Kybos chadchalicus
- Kybos chromata
- Kybos clinata
- Kybos clypeata
- Kybos columbiana
- Kybos confusa
- Kybos copula
- Kybos cornutus
- Kybos coronata
- Kybos denticula
- Kybos dentifera
- Kybos digitatus
- Kybos dissimilaris
- Kybos dlabolai
- Kybos dworakowskii
- Kybos empusa
- Kybos excava
- Kybos exiguae
- Kybos fontana
- Kybos gelbata
- Kybos gleditsia
- Kybos grosata
- Kybos iliensis
- Kybos incida
- Kybos isotoma
- Kybos ivanovi
- Kybos jacinta
- Kybos koreanus
- Kybos laurifoliae
- Kybos limpidus
- Kybos lindbergi
- Kybos livingstonii
- Kybos lucidae
- Kybos ludus
- Kybos mesasiaticus
- Kybos mesolinea
- Kybos mitjaevi
- Kybos mucronatus
- Kybos niveicolor
- Kybos obrudens
- Kybos obtusa
- Kybos osborni
- Kybos oshanini
- Kybos patula
- Kybos pectinata
- Kybos pergandei
- Kybos populi
- Kybos portola
- Kybos pyramidalis
- Kybos rossi
- Kybos rubrafacia
- Kybos rubrata
- Kybos rubrovenosus
- Kybos rufescens
- Kybos salicis
- Kybos saluta
- Kybos simplex
- Kybos smaragdula
- Kybos smaragdulus
- Kybos soosi
- Kybos sordidulus
- Kybos stepposus
- Kybos strangula
- Kybos strigilifer
- Kybos strobli
- Kybos sublactea
- Kybos tereholli
- Kybos tigris
- Kybos transversa
- Kybos trifasciata
- Kybos tshagotaica
- Kybos unica
- Kybos virgator
- Kybos volgensis
- Kybos ziona